# Cristóvão Monteiro
Cristovão Monteiro (,  — , 1573) foi um rico cavaleiro fidalgo da Casa Real, sendo um dos fundadores da cidade do Rio de Janeiro e primeiro ouvidor-mor da Câmara desta cidade. Foi casado com uma filha do capitão-mor Jorge Ferreira, chamada de Marquesa Ferreira, e teve três filhos, dentre eles Catarina Monteiro. 
O mesmo se estabeleceu no Brasil colonial, a princípio na vila de São Vicente, situada capitania de São Vicente cujo donatário era Martim Afonso de Sousa.
Cristóvão Monteiro participou na incursão militar do terceiro governador-geral do Brasil, Mem de Sá (1560) juntamente com os reforço vindos da Capitania de São Vicente para acabar com a primeira tentativa de invasão francesa ao Brasil, na região da Baía de Guanabara, nas proximidades do local onde foi fundada a cidade de São Sebastião do Rio de Janeiro. 
Esta região foi dividida em sesmarias, distribuídas entre aqueles que haviam lutado para a expulsão dos franceses e que dispunham de recursos humanos e materiais para desenvolver suas propriedades, a fim de dificultar novas invasões. Por julgar-se merecedor de parte destas terras, o mesmo enviou requerimento a Martim Afonso de Souza, solicitando lotes de terras que correspondem hoje a partes da cidade do Rio de Janeiro (Santa Cruz e Campo Grande), Seropédica, Itaguaí, Duque de Caxias, Nova Iguaçu, Niterói e outros municípios, tendo tomado posse em 30 de dezembro de 1567. 